# 鈴木通彦
鈴木 通彦（すずき みちひこ、1946年〈昭和21年〉8月26日 - ）は、福井県出身の陸上自衛官。1佐までの職種は施設科。防衛大学校本科13期卒。父は第16代陸上幕僚長の鈴木敏通。
同名の人物が陸上自衛隊東北方面衛生隊の隊長を務めていたが、別人である。

## 略歴
1969年（昭和44年）3月、防衛大学校（第13期）を卒業し、陸上自衛隊に入隊。陸上自衛隊幹部候補生学校卒業は、施設科部隊に配属された。第12施設群長、陸上幕僚監部人事計画課長を務め、1994年（平成6年）7月に陸将補に昇任。防大13期では一選抜であった。その後も東部方面総監部幕僚副長、陸上幕僚監部教育訓練部長を経て、1999年（平成11年）12月、陸将昇任し、第9師団長に就任した。
同期の一選抜組であり将来の方面総監候補であったが、鈴木が陸上幕僚監部人事計画課長在任中に発生した東富士演習場違法射撃事件に伴う不適切な事故処理が発覚し、西部方面総監の天野良晴とともに陸上自衛隊史上初となる陸将の停職処分を受け辞任した。

## 年譜
- 1969年（昭和44年）3月：防衛大学校卒業（第13期）、陸上自衛隊に入隊
- 1970年（昭和45年）3月：陸上自衛隊幹部候補生学校卒業、陸上自衛隊施設科部隊に配属。
- 1980年（昭和55年）7月：3等陸佐
- 1984年（昭和59年）1月：2等陸佐
- 1988年（昭和63年）1月1日：1等陸佐に昇任
- 1989年（平成元年）8月1日：北部方面総監部防衛部防衛課長
- 1991年（平成03年）8月1日：第12施設群長 兼 岩見沢駐屯地司令
- 1993年（平成05年）7月1日：陸上幕僚監部人事部人事計画課長
- 1994年（平成06年）7月1日：陸将補に昇任（防大13期一選抜）
- 1996年（平成08年）3月29日：東部方面総監部幕僚副長
- 1997年（平成09年）10月13日：陸上幕僚監部教育訓練部長
- 1999年（平成11年）12月10日：陸将昇任、第9師団長
- 2000年（平成12年）4月27日：懲戒処分（停職20日）の宣告を受け[4]翌28日、師団長を辞任（退職）